# Lispocephala pallidibasis
Lispocephala pallidibasis är en tvåvingeart som beskrevs av Malloch 1928. Lispocephala pallidibasis ingår i släktet Lispocephala och familjen husflugor. Inga underarter finns listade i Catalogue of Life.